# Roberto Córdoba
Roberto Córdoba Asensi es un ex ciclista profesional español. Nació en Madrid el 4 de diciembre de 1962. Fue profesional desde 1985 hasta 1992.
Como profesional, su principal victoria fue la Clásica de los Puertos de 1987.

## Palmarés
1986
- 1 etapa de la Vuelta a Murcia

1987
- Clásica de los Puertos
- Trofeo Masferrer

## Equipos
- Zor-Gemeaz (1985)
- Dormilón (1986-1987)
- Colchón-CR (1987)
- BH Sport (1988)
- Teka (1989-1990)
- Wigarma (1991-1992)